# Abu Muzahim Musa ibn Ubajd Allah al-Chakani
Abu Muzahim Musa ibn Ubajd Allah al-Chakani (arab. ‏أبو مزاحم الخاقاني‎) – islamski uczony i muḥaddith (tradycjonalista) w Bagdadzie za czasów panowania dynastii Abbasydów.

## Życiorys
Abu Muzahim Musa napisał najwcześniejszą tadżwid, właściwą arabską recytację Koranu. Ta recytacja znana jest pod tytułem al-Kaṣida al-Chakānijja i została napisana w formie kasyda. W XI wieku malikijski recytator, Al-Dani, napisał komentarz o tej recytacji w swojej książce Szarḥ al-Kaṣīda al-Chākānijja.

## Życie prywatne
Abu Muzahim był synem wezyra Ubajda Allaha, który pełnił tę funkcję dwukrotnie. Miał również brata Muhammada, który również został wezyrem.